# Rhombolytrum
Rhombolytrum és un gènere de plantes de la família de les poàcies, ordre de les poals, subclasse de les commelínides, classe de les liliòpsides, divisió dels magnoliofitins. És originari de Sud-amèrica. Comprèn 5 espècies descrites i d'aquestes, només n'hi ha 2 d'acceptades. El gènere va ser descrit per Heinrich Friedrich Link i publicat a Hortus Regius Botanicus Berolinensis 2: 296. 1833.

## Espècies acceptades
A continuació es brinda un llistat de les espècies del gènere Rhombolytrum acceptades fins a gener de 2014, ordenades alfabèticament. Per a cadascuna s'indica el nom binomial seguit de l'autor (nom científic), abreujat segons les convencions i usos.
- espècie tipus: Rhombolytrum rhomboideum Link
- Rhombolytrum monandrum (Hack.) Nicora & Rúgolo

### Sinònims
(Els gèneres marcats amb un asterisc (*) són sinònims probables)

*Gymnachne Parodi.